# Compagnie des Landes
Le Groupement Forestier de la Compagnie des Landes (anciennement la Compagnie des Landes) est une société française dont le siège se situe dans la commune de Pontenx-les-Forges, dans le département français des Landes. Filiale de la Caisse des dépôts et consignations, elle est  spécialisée dans le domaine de la sylviculture dans le massif de la forêt des Landes.

## Présentation
La Compagnie des Landes, créée le  1er juin 1834, devient en 1970 le « Groupement forestier de la compagnie des Landes », sa dénomination actuelle, et s'oriente entièrement dès lors vers la sylviculture. À partir de 1993, la société, qui commercialise du bois d'œuvre et d'industrie, alimente exclusivement les entreprises locales et se place au premier rang des groupements forestiers.

## Historique
L'objectif de la Compagnie des Landes à sa création en 1834 est la colonisation et mise en valeur des Landes de Gascogne, région à l'époque reculée, inculte et déshéritée. Ce projet d'entreprise s'inscrit dans les préoccupations des physiocrates du Siècle des Lumières envers l'aménagement du territoire. Son fondateur, l'avocat bordelais François Bernard Boyer-Fonfrède, est appuyé par de puissants et riches propriétaires. Leur ambition est double :
- racheter ou fonder des entreprises plus ou moins expérimentales dans un objectif de rentabilité
- apporter du bien-être et du progrès à une population jugée misérable et arriérée dans un esprit de colonisation philanthropique.

Ce double engagement marque l'histoire de la Compagnie des Landes pendant de nombreuses décennies.
Sur le plan économique, la Compagnie soutient à ses débuts le développement de la sidérurgie dans les Landes. Elle rachète notamment la forge de Pontenx dès le 10 août 1834.
Sur le plan de l'aménagement, elle lance des travaux d'assainissement nécessaires dans cette région marécageuse. Elle réalise également des travaux de grande ampleur, comme le creusement du canal des Landes en 1838, .
Sur le plan sanitaire, elle organise un suivi médical de la population, la vaccination des enfants devient obligatoire, ce qui constitue un grand progrès pour l'époque. Elle fait construire des logements ouvriers propres et aérés. Les femmes d'employés et les enfants à partir de l'âge de six ans travaillent aux forges ou dans la forêt à des travaux convexes au gemmage, sous le contrôle d'un « conseil de salubrité ».

### Administrateurs successifs
Des projets trop ambitieux et la compétence insuffisante des premiers gestionnaires successifs conduisent la Compagnie au bord de la faillite. Pour la sauver, Victor Pidoux est nommé liquidateur en 1857. Administrateur de talent, il s'efforce de sauver ce qui peut encore l'être, avec le souci d'éviter aux populations les conséquences économiques et sociales qu'entraînerait la disparition de la Compagnie. Il la recentre sur la commune de Pontenx et sur la sylviculture. Il commence par cèder les actifs de la société qui n'entrent pas dans ce cadre, les domaines d'Aureilhan et Saint-Paul-en-Born notamment, ce qui lui permet de rembourser les actionnaires et de disposer de capitaux. Ces opérations terminées, la nouvelle « Compagnie de liquidation et colonisation des Landes de Bordeaux », fait planter des pins maritimes (pinus pinaster) sur toutes ses terres disponibles. Très apprécié des habitants, Victor Pidoux sait se faire accepter d'eux et sa sépulture est encore visible de nos jours dans le cimetière de la ville.
La loi relative à l'assainissement et de mise en culture des Landes de Gascogne du 19 juin 1857 voulue par Napoléon III donne un nouvel élan à la Compagnie des Landes, estimée à plus de deux millions et demi de francs en 1879. Ses distilleries de résine produisent alors de l'essence de térébenthine, de la colophane, du brai et de la poix.
Les routes financées par l'Etat contribuent à l'essor de l'entreprise et la ligne de chemin de fer du réseau des Voies ferrées des Landes reliant Labouheyre à Mimizan en 1889 passe par la forge de Pontenx, ce qui permet à la Compagnie de ne plus dépendre des muletiers.
La société devient la « Nouvelle Compagnie des Landes » le 15 février 1883. Elle est placée sous la direction du notaire Frédéric Charavel. À partir de 1888, trois personnalités de Labouheyre liées par des liens familiaux dirigent tour à tour la Compagnie pendant 70 ans : il s'agit du docteur Dudon, de Valmy Dupin et de René Mondiet, , président de 1910 à 1956 et administrant par deux fois la compagnie en temps de guerre. La forge de Pontenx, un temps sauvée de la fermeture avec la première guerre mondiale, cesse définitivement toute activité en 1921.
La Compagnie se diversifie après la seconde guerre mondiale : elle rénove sa centrale électrique et autorise le pétrolier Esso à faire des sondages sur son domaine, sans résultat. La Caisse des dépôts et consignations, en devenant propriétaire de 40 % des parts de la Compagnie en 1963 et plus tard majoritaire, redresse la situation financière, le temps que le bois des Landes se vende bien à nouveau.
Le cheptel de brebis landaises de la Compagnie diminue jusqu'à disparaître, le dernier troupeau qui entretient les pare-feu quitte le pignada (nom gascon de la pinède) vers 1970, à la mort du dernier berger.